# Eksponencijalna nejednadžba
Nejednadžba kod koje se nepoznata veličina nalazi na mjestu eksponenta neke potencije zove se eksponencijalna nejednadžba.

## Područje definicije
Eksponencijalna nejednadžba je definirana za sve vrijednosti nepoznate veličine x iz domene realnih brojeva.

## Jednostavna eksponencijalna nejednadžba
Jednostavnijom eksponencijalnom nejednadžbom možemo smatrati eksponencijalnu nejednadžbu koja sadržava jedan član s nepoznatom veličinom u eksponentu potencije, kao na primjer:
{\displaystyle 3^{2(x+1)}>729.\,}
Uvažavajući pravila o računanju s potencijama i koristeći svojstva eksponencijalne funkcije, nalazimo redom:
{\displaystyle {\begin{aligned}3^{2(x+1)}&>3^{6}\\2(x+1)&>6\\2x+2&>6\\2x&>4\\x&>2\\\end{aligned}}}
Rješenje ove eksponencijalne nejednadžbe bit će svaki x iz intervala {\displaystyle \left\langle 2,+\infty \right\rangle }

## Složenije eksponencijalne nejednadžbe
Složenije eksponencijalne nejednadžbe sadrže veći broj članova gdje se nepoznata veličina nalazi u eksponentu neke potencije, a gdje se nejednadžba može pojaviti u brojnim oblicima i gdje svaka nejednadžba u rješavanju može tražiti poseban postupak.

### Primjer 1
Zadana je eksponencijalna nejednadžba:
{\displaystyle 4^{(x^{2}-3x+2)}<16^{(x-1)}.}
Slijedom pravila koja vrijede u računanju s potencijama, rješavajući nejednadžbu nalazimo, redom:
{\displaystyle {\begin{aligned}2^{2(x^{2}-3x+2)}&<2^{4(x-1)}\\2x^{2}-6x+4&<4x-4\\2x^{2}-10x+8&<0/:2\\x^{2}-5x+4&<0\\\end{aligned}}}
Rješavajući nađenu kvadratnu nejednadžbu nalazimo da je rješenje kvadratne nejednadžbe svaki x iz intervala  {\displaystyle \left\langle 1,4\right\rangle }, gdje je isti interval i skup rješenja zadane eksponencijalne jednadžbe.

### Primjer 2
Zadana je eksponencijalna nejednadžba oblika:
{\displaystyle 3\cdot 4^{x}+2\cdot 9^{x}>5\cdot 6^{x}}
Rješavajući nejednadžbu nalazimo, redom:
{\displaystyle {\begin{aligned}3\cdot 2^{2x}+2\cdot 3^{2x}&>5\cdot 2^{x}3^{x}/:(2^{x}3^{x})\\3{\frac {2^{x}}{3^{x}}}+2{\frac {3^{x}}{2^{x}}}&>5\\3{{\bigg (}{\frac {2}{3}}{\bigg )}}^{x}+2{{\bigg (}{\frac {3}{2}}{\bigg )}}^{x}&>5/supstitucija:{{\bigg (}{\frac {2}{3}}{\bigg )}}^{x}=y\\3y+2{\frac {1}{y}}-5&>0/\cdot y\\3y^{2}-5y+2&>0\\\end{aligned}}}
Rješavajući nađenu kvadratnu nejednadžbu po y nalazimo da je skup rješenja kvadratne nejednadžbe svaki y iz intervala
{\displaystyle \left\langle {\frac {2}{3}},1\right\rangle }.
Uzevši u obzir supstituciju gdje je (2/3)x = y, dolazimo i do konačnog rješenja početne eksponencijalne nejednadžbe gdje je rješenje svaki x iz intervala {\displaystyle \left\langle 1,0\right\rangle }.

### Primjer 3
Zadana je eksponencijalna nejednadžba oblika:
{\displaystyle 27^{(x^{2}-3x-3)}-{{\bigg (}{\frac {1}{27}}{\bigg )}}^{x}>0}
Rješavajući jednadžbu nalazimo, redom:
{\displaystyle {\begin{aligned}{3}^{3(x^{2}-3x-3)}&>3^{-3x}\\3(x^{2}-3x-3)&>-3x\\3x^{2}-9x-9&>-3x\\3x^{2}-6x-9&>0/:3\\x^{2}-2x-3&>0\\\end{aligned}}}
gdje rješavajući nađenu kvadratnu nejednadžbu nalazimo da je rješenja kvadratne nejednadžbe svaki x iz intervala
{\displaystyle \left\langle -\infty ,-1\right\rangle } i
{\displaystyle \left\langle 3,+\infty \right\rangle },
što je ujedno i skup rješenja zadane eksponencijalne nejednadžbe.